# (4127) Kyogoku
(4127) Kyogoku (1988 BA2) – planetoida z pasa głównego asteroid okrążająca Słońce w ciągu 4,86 lat w średniej odległości 2,87 j.a. Odkryta 25 stycznia 1988 roku.